# Recompensa global de carbono
A recompensa global de carbono é uma proposta de política internacional para estabelecer e financiar um novo mercado global de carbono para descarbonizar todos os setores da economia mundial e para estabelecer e financiar um novo setor económico dedicado à remoção de dióxido de carbono (CDR). A política é baseada no mercado e oferecerá recompensas financeiras proporcionais em troca de serviços verificáveis de mitigação climática e cobenefícios. A abordagem política foi apresentada pela primeira vez em 2017 por Delton Chen, Joël van der Beek e Jonathan Cloud para abordar o Acordo de Paris de 2015, e desde então foi refinada.
A política emprega uma moeda de carbono para estabelecer um preço de recompensa global para o carbono mitigado. A moeda de carbono não transmitirá a propriedade do carbono mitigado e, consequentemente, não poderá funcionar como um crédito de compensação de carbono. A moeda de carbono funcionará como um ativo financeiro e incentivo.
É necessária uma autoridade supranacional para implementar a política e gerir a oferta e a procura da moeda de carbono. Esta autoridade é referida como autoridade de troca de carbono. Uma das principais funções da autoridade é coordenar as operações dos principais bancos centrais para dar à moeda de carbono um preço mínimo garantido. Um aumento previsível no preço mínimo atrairá procura de investimento privado pela moeda e transferirá uma parcela significativa do custo de mitigação para os mercados de câmbio. A política não resultará em nenhum custo direto para governos, empresas ou cidadãos. Consequentemente, a política tem o âmbito de criar um novo caminho socioeconómico para atingir os objetivos do Acordo de Paris.